# 张左己
张左己（1945年1月—2021年6月11日），男，黑龙江巴彦人，中华人民共和国政治人物。黑龙江大学外语系俄语专业毕业。是中共第十五届中央纪委委员，第十六、十七届中央委员。曾任劳动和社会保障部部长，中共黑龙江省委副书记、黑龙江省人民政府省长，第十一届全国政协经济委员会主任委员。他被外界視為中国东北地区領導層中比較開明的一位。

## 生平
1945年1月18日，张左己出生在今中国黑龙江省（当时属满洲国政权管辖）巴彦县。

### 由讲台到政坛
大学毕业后，张左己被分配到东北一家兵工企业——国营一二三厂的附属中学教书。1972年6月加入中国共产党。后曾出任该兵工厂的党委宣传部干事、党校副校长。1977年，张左己被调入中央，在第五机械工业部政治部工作。后来，在原第五机械工业部的基础上，组建了兵器工业部，张左己曾出任该机构的机关党委副书记。1987年，他又被调到劳动人事部，出任劳力局副局长；一年后，升任劳动力管理和就业司的司长。

### 市长、部长、省长
1991年8月，張左己調任地方，出任陕西省西安市人民政府副市长。
1993年2月回到中央，任劳动部副部长至1994年11月；後調任中华人民共和国国务院副秘书长至1998年。1998年3月，第九届全国人大第一次会议通过国务院机构改革方案，决定组建劳动和社会保障部，张左己被任命为首任部长。
2003年3月，部长任期结束后，張左己再次从中央調地方工作，并出任中共黑龙江省委副书记，黑龙江省人民政府副省长、代省长，同年4月24日正式当选为黑龙江省人民政府省长。

### 家乡“父母官”
出任省长伊始，省內事故頻發，而當中特別嚴重的，都与鸡西市有關。這三件事件分別為：
1. 2004年2月23日，鸡西煤业公司百兴煤矿特大瓦斯爆炸事故，25人遇难；
2. 同年2月，“拖欠民工工资案”發生；拖至4月，经温家宝总理先后三次批示，以及中央工作组介入后，才得到解決；
3. 同年4月，鸡西煤业公司的另外一家煤矿——正阳矿亦發生爆炸，9人遇难。

這三件事揭露了鸡西方面的領導人對省領導的不服從及“互相推委责任”，使人質疑張左己的領導能力。
2005年6月，宁安市沙兰镇洪水為患，致117人死亡，張左己主動向中央要求處分，媒体速传播，并引起强烈回应。有些人对此表示了肯定和支持，称他的主动请罚是“中国政治文明悄悄进步的一个信号”；但也有不少人指责不过是一种政治“做秀”行为。不管怎样，由此而展开的，关于官员责任意识的大讨论，使得外界開始對张左己令眼相看。
2005年11月13日，吉林化工廠發生爆炸，松花江受到污染。这给处于下游的黑龙江省省会哈尔滨市，造成了严重饮水危机。張左己立時下令採取應急措施，哈尔滨停止供水四天；同时，他向居民公开承诺“四天后的第一口水，要自己先喝”。面对“作秀”的指责，张左己为自己的行为辩解，称这样作的三个目的是：“一是，要实现政府的庄严承诺；二是，要让群众放心，消除疑虑；三是，要与群众同甘共苦”。
2007年12月25日，在黑龙江省第十届人大常委会第三十一次会议上，张左己辞去了省长职务。在2008年3月举行的第十一届全国政协第一次会议上，张左己当选全国政协常务委员、经济委员会主任委员。
2021年6月11日20时38分，张左己因病医治无效在哈尔滨逝世，享年76岁。